# Rödöga
Rödöga (Redeye i original), amerikansk tecknad serie i dagsstrippsformat skapad av Gordon Bess 1967. Rödöga är en humorserie som handlar om indian-hövdingen Rödöga, hans fru Squawmamma, deras barn Brunöga/Röda fjädern och Stora björnen/Rödglytt, hans festsugna och karltokiga mamma Minnie, den klumpige Snubbelfot, hästen Ömfot, byns medicinman, och flera andra kliché-figurer ur Västern-genren.
Bess producerade serien mellan 1967 och 1988, därefter togs den över av Mel Casson (bild) och Bill Yates (manus). Sedan 1999 är det Casson som ensam står för serien. Rödöga har publicerats på svenska i Knasen samt i egna album. Mel Casson avled den 21 maj 2008, 87 år gammal, varefter serien lades ner.